# Opinion (canción)
"Opinion" es un discurso de Kurt Cobain, cantante y guitarrista de la banda de grunge estadounidense, Nirvana. Sobrevive solamente una versión conocida acústica cantada en vivo en un show en la radio colegial de Olympia, Washington el 25 de septiembre de 1990. Apareció en bootlegs por muchos años, y el 2004 apareció oficialmente en el boxset de la banda, With the Lights Out y de nuevo el 2005, en el álbum compilado Sliver - The Best of the Box.

## Historia
Cuando introducía "Opinion", Cobain bromeó con el animador Calvin Johnson diciendo que había escrito la mayor parte de la canción más temprano esa tarde, mientras conducía al estudio. Es posible que Cobain hubiera escrito la canción específicamente para su aparición en el show de radio. Como se vio en el 2001 la biografía de Cobain Heavier than Heaven por Charles R. Cross, el vecino del apartamento de Cobain lo recuerda escuchar escribiendo una linda canción a través de la muralla un día, y luego la cantó en la radio unas pocas horas después. Cobain bromeó con Johnson diciendo que él pensaba que sonaba como "Taxman," la canción de The Beatles que abre su álbum de 1966, Revolver. Esta conversación como también la introducción, no fueron publicadas en la Versión Oficial.

## Cambios
De acuerdo a la artista estadounidense Courtney Love, el cantante y guitarrista de Nirvana Kurt Cobain tenía propuesto donar "Talk To Me" a su amigo Mark Lanegan, de la banda de Grunge Screaming Trees, y la igualmente rara "Opinion" a su ídolo, Iggy Pop. Después de la muerte de Cobain en abril de 1994, Love cambió las canciones, dando "Talk To Me" a Pop, y "Opinion" a Lanegan. Hasta la fecha, ninguna de las dos ha sido grabada.
- Datos: Q2834181